# Авангард (Харків, 2019)
«Аванга́рд» — український аматорський футбольний клуб із Харкова, заснований у 2019 році. Переможець Юніорського чемпіонату України 2020/21. Срібний призер чемпіонату Харківської області (2020), дворазовий володар кубка (2019, 2020) та суперкубка (2019, 2020) Харківської області.

## Історія
Клуб офіційно зареєстровано 17 липня 2019 року. Перший офіційний матч «Авангард» провів 11 вересня 2019 року. З часу свого створення команда комплектувалася в основному випускниками дитячо-юнацької футбольної школи ФК «Металіст 1925».
З серпня 2020 року «Авангард» офіційно був фарм-клубом «Металіста 1925». Основною метою «Авангарда» була підготовка футболістів для першої команди клубу «Металіст 1925».
Клуб брав участь у Чемпіонаті та Кубку Харківської області, а також Юніорському чемпіонаті України (U-19).
Улітку 2021 року, після виходу «Металіста 1925» до Прем'єр-ліги, з тренерів і футболістів «Авангарда» було сформовано юнацьку (U-19) команду «Металіста 1925», яка в сезоні 2021/22 виступає в Юнацькому чемпіонаті України серед клубів УПЛ.

## Досягнення
- Юніорський чемпіонат України:

 Переможець: 2020/21.
- Чемпіонат Харківської області:

 Срібний призер: 2020.
- Кубок Харківської області:

 Володар: 2019, 2020.
- Суперкубок Харківської області:

 Володар: 2019, 2020.

## Тренерський штаб
| Посада                       | Ім'я               |
| ---------------------------- | ------------------ |
| Головний тренер              | Роман Мельник      |
| Помічник головного тренера   | Олександр Манаєнко |
| Помічник головного тренера   | Роман Фатій        |
| Тренер воротарів             | Сергій Вольваков   |
| Тренер з фізичної підготовки | Андрій Шабалін     |